# Halloween II
 Denne artikel omhandler Halloween en film fra 1981. Opslagsordet har også en anden betydning, se Halloween (flertydig).
Halloween II er en amerikansk gyserfilm fra 1981 instrueret af Rick Rosenthal, i hovedrollen ses Jamie Lee Curtis. 

## Medvirkende
- Jamie Lee Curtis som Laurie Strode
- Donald Pleasence som Dr. Sam Loomis
- Charles Cyphers som Sheriff Leigh Brackett
- Jeffrey Kramer som Graham
- Lance Guest som Jimmy Lloyd
- Nancy Loomis som Annie Brackett
- Pamela Susan Shoop som  Karen Bailey
- Leo Rossi som Budd
- Gloria Gifford som  Mrs. Alves
- Ana Alicia som Janet Marshall
- Kyle Richards som Lindsey Wallace
- Dana Carvey som WWAR Assistent
- Dick Warlock som Michael Myers
- Tony Moran som Michael Myers (begyndelsen af filmen)
- Adam Gunn som Michael Myers (som barn)

## Eksterne Henvisninger
- Halloween II på Internet Movie Database (engelsk)
- Halloween II på Filmdatabasen
- Halloween II på Scope
- Halloween II i Svensk Filmdatabas (svensk)
- Halloween II på AlloCiné (fransk)
- Halloween II på MovieMeter (nederlandsk)
- Halloween II på AllMovie (engelsk)
- Halloween II hos American Film Institute (engelsk)
- Halloween II hos British Film Institute (engelsk)
- Halloween II på Turner Classic Movies (engelsk)

| Gyserfilm | Spire Denne gyserfilm-artikel er en spire som bør udbygges. Du er velkommen til at hjælpe Wikipedia ved at udvide den. |